# Imimyces hollowayensis
Imimyces hollowayensis är en svampart som beskrevs av A. Hern. Gut. & B. Sutton 1997. Imimyces hollowayensis ingår i släktet Imimyces, divisionen sporsäcksvampar och riket svampar.   Inga underarter finns listade i Catalogue of Life.